# Bão Daniel (2023)
Bão Daniel (tiếng Anh: Storm Daniel, Cyclone Daniel hoặc Medicane Daniel) là một cơn bão Địa Trung Hải giống bão nhiệt đới. Bão không mạnh nhưng đã gây ra thảm hoạ ở Libya và cũng ảnh hưởng đến nhiều khu vực ở Đông Nam Châu Âu. Bão hình thành từ hình thế thời tiết là vùng áp suất thấp vào khoảng ngày 4 tháng 9, cơn bão đã gây ra mưa lớn ở Hy Lạp và Bulgaria dẫn đến lũ lụt. Hình thế sau đó được tổ chức và được đặt tên là Daniel, sau đó nó sớm có đặc điểm cận nhiệt đới và di chuyển về phía bờ biển Libya. Trước khi đổ bộ, cơn bão có thể đã trở thành bão nhiệt đới. Nó gây lũ lụt thảm khốc cho bờ biển Libya, trước khi thoái hóa thành vùng thấp còn sót lại. Cơn bão là kết quả của một khối Omega, khi một vùng áp suất cao bị kẹp giữa hai vùng áp suất thấp, tạo thành một chữ cái Hy Lạp Ω. Số người chết tại Libya hiện nay rất khác nhau giữa các nguồn tin, nhưng đều cho rằng đã có hàng nghìn người chết. Đây có thể là cơn bão nhiệt đới gây thương vong lớn nhất kể từ bão Nargis (2008), cơn bão gây ra hơn 138.000 chết tại Myanmar.

## Lịch sử khí tượng

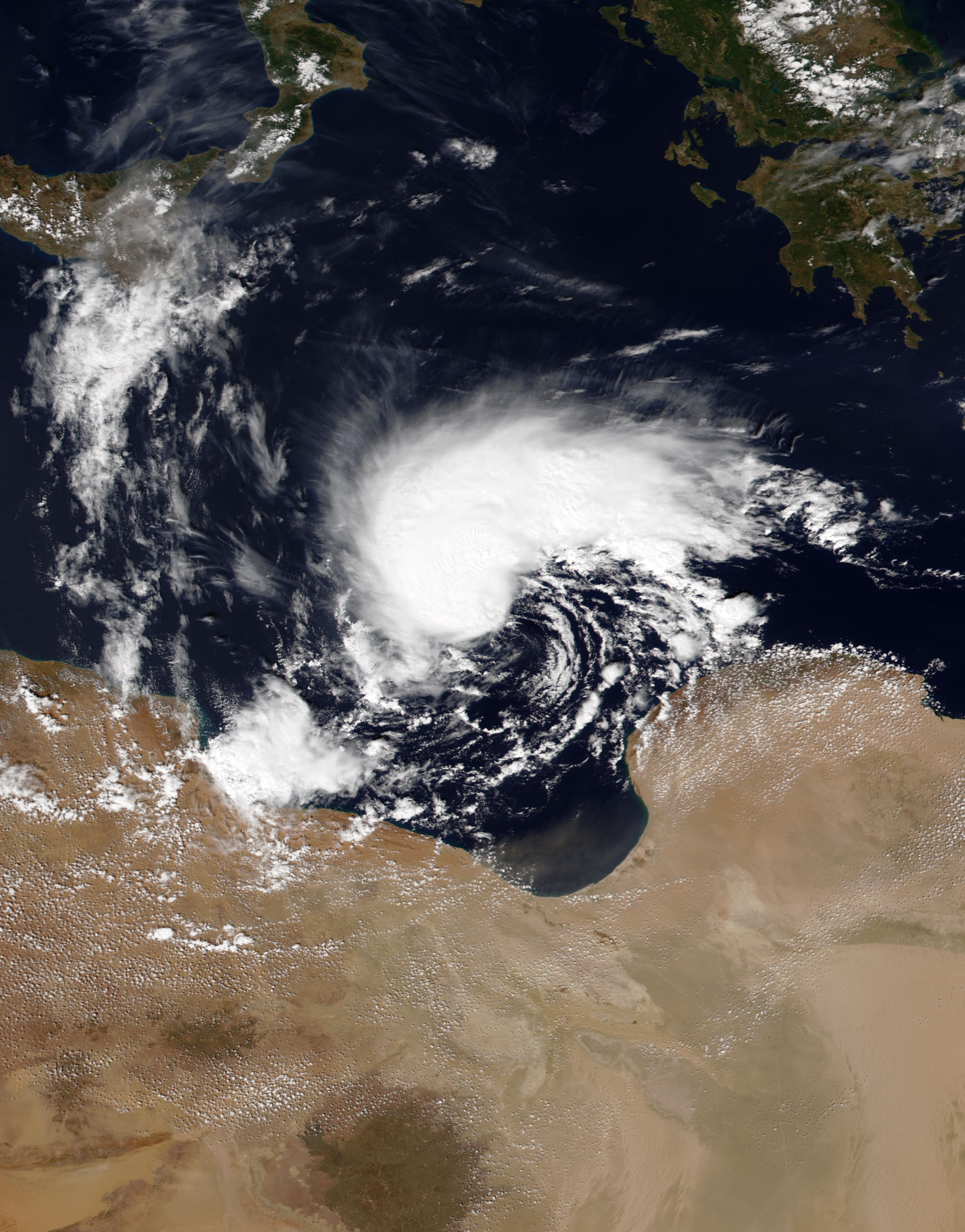
Bão Daniel khi ở trên vùng biển đông bắc Libya

Một vùng áp suất thấp phát triển trên Biển Ionian với nhiệt độ bề mặt nằm trong phạm vi chuyển tiếp nhiệt đới.  Vào ngày 4 tháng 9, sự xáo trộn khí quyển đã di chuyển vào đất liền trên Bán đảo Balkan dẫn đến những cơn mưa xối xả, đặc biệt là trên vùng Thessaly . Vào ngày 9 tháng 9, cơn bão ban đầu là áp thấp cận nhiệt đới đã trở thành bão cận nhiệt đới với sức gió được ghi lại bằng ASCAT là 45 hải lý/giờ (85 km/h).  Cơn bão sau đó tấn công miền đông Libya vào ngày 10 tháng 9. 

## Chuẩn bị và ảnh hưởng

### Hy Lạp

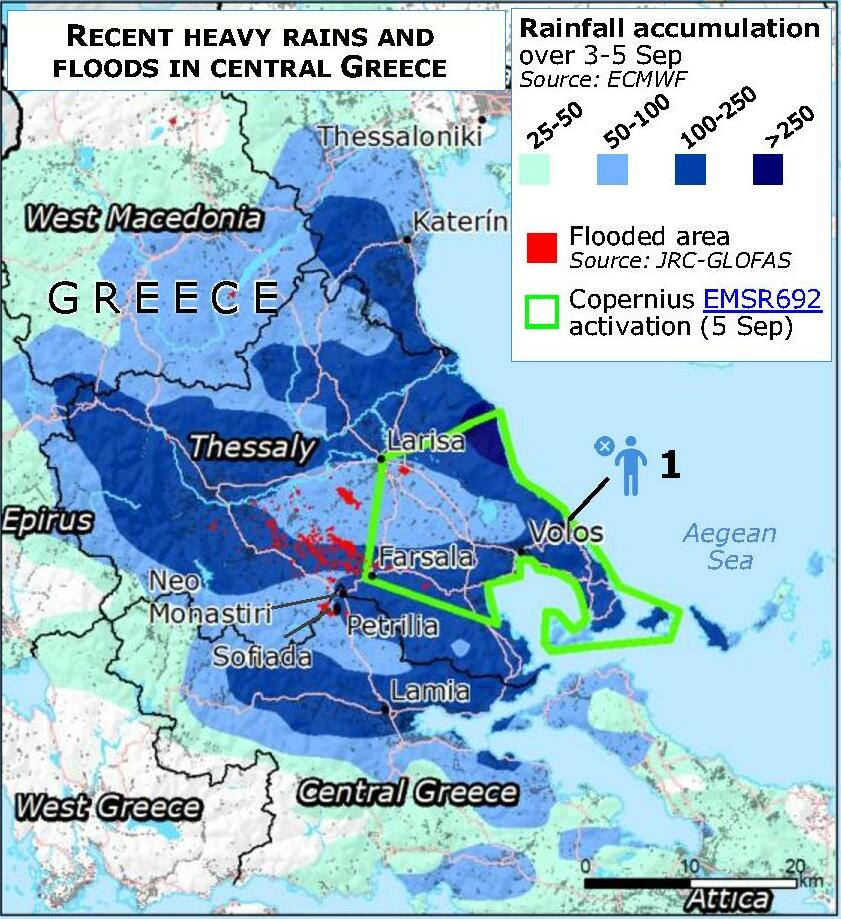
Lũ lụt tại Hy Lạp

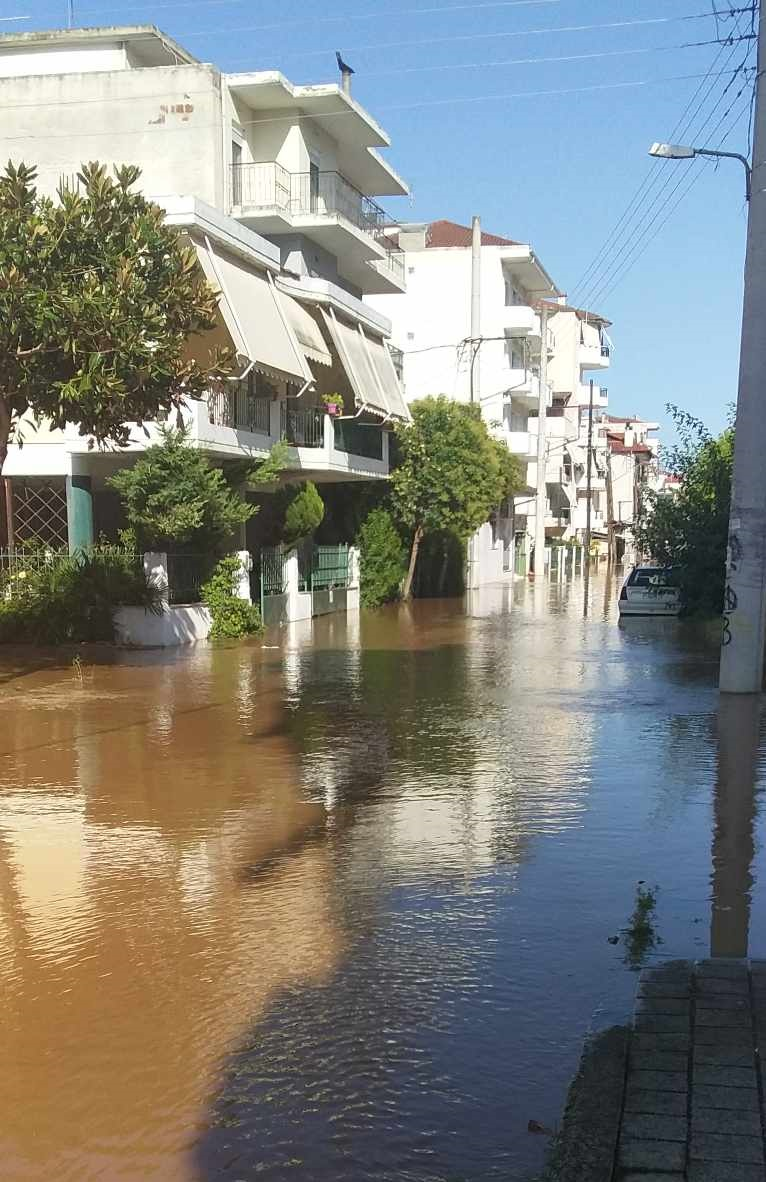
Một đường phố bị ngập do mưa lớn tại Hy Lạp

Vào ngày 5 tháng 9, ít nhất một người chết trong lũ lụt ở Thessaly , Hy Lạp.  Cùng ngày, làng Zagora nhận được lượng mưa 1.092 mm (3,583 ft), cao hơn 55 lần so với lượng mưa trung bình trong cùng tháng trên cả nước.  Tại Portaria , lượng mưa kỷ lục mới cũng đo được ở mức 884 milimét (2.900 ft) trên một mét vuông. Lượng mưa tiếp theo không thể đo được vì trạm thời tiết sau đó không hoạt động. Vào ngày 6 tháng 9, sông Krafsidonas bắt nguồn từ Pelion , tràn bờ ở Volos và phá hủy một cây cầu.
Vào ngày 7 tháng 9, đường cao tốc chính của Hy Lạp giữa Athens và Thessaloniki đã bị đóng cửa và các dịch vụ xe lửa giữa hai thành phố bị đình chỉ. Tại Thessaly , các tòa nhà và cây cầu bị phá hủy và toàn bộ thành phố bị nhấn chìm, nơi hơn 800 người phải được cứu. Tại Larissa , sau khi mưa kết thúc vào ngày 8 tháng 9, mực nước tiếp tục dâng cao khi sông Pineios tràn bờ và đạt mực nước 9,5 mét (31 ft), so với mực nước bình thường khoảng 4 mét (13 ft).
Kể từ khi bắt đầu có mưa, Dịch vụ lập bản đồ nhanh của Chương trình Copernicus đã được kích hoạt cho vùng lũ lụt ở Hy Lạp, trong đó phân tích dữ liệu Sentinel-1 từ ngày 7 tháng 9 cho thấy diện tích lũ lụt ước tính khoảng 73.000 ha (180.000 mẫu Anh).  Các nhà khí tượng học phân loại cơn bão là tồi tệ nhất của Hy Lạp kể từ khi hồ sơ bắt đầu vào năm 1930.  Lũ lụt ở Thessaly, nơi cung cấp khoảng 15% sản lượng nông nghiệp của Hy Lạp, đã phá hủy mùa màng trong thời gian còn lại của năm và gây ra thiệt hại nghiêm trọng lâu dài. vì lớp bùn dày nói chung sẽ làm cho đất trở nên bạc màu và phải mất tới 5 năm mới có thể hoạt động trở lại đầy đủ. Thống đốc Thessaly, Kostas Agorastos, nói với ERTrằng thiệt hại do bão trong khu vực trị giá hơn 2 tỷ euro.

Vào ngày 10 tháng 9, 4 thi thể được tìm thấy ở Hy Lạp, nâng số người chết ở nước này lên 15 người và 2 người vẫn mất tích.

### Thổ Nhĩ Kỳ
Tại Thổ Nhĩ Kỳ, 5 người thiệt mạng trong trận lũ lụt ở Kırklareli , 2 người khác chết ở các quận Başakşehir và Küçükçekmece của Istanbul.

### Bulgaria
Các ngôi làng trên và gần bờ Biển Đen ở tỉnh Burgas phía đông nam Bulgaria bị nhấn chìm, trong đó có Kosti và Arapya , người dân phải sơ tán. Ba người bị cuốn trôi sau khi một cây cầu bị sập ở khu vực Tsarevo , và một người khác cũng chết đuối gần thị trấn.
Lượng mưa ở Kosti được đo là 311 mm (420% mức trung bình hàng tháng trong tháng 9), ở Ahtopol lên tới 196 mm (350% mức trung bình hàng tháng), ở Gramatikovo là 275 mm (368% mức trung bình hàng tháng). Tại Tsarevo, lượng mưa có thể đã lập kỷ lục quốc gia Bulgaria, với lượng mưa 330 mm trong vòng 20 giờ (40% mức trung bình hàng năm ).
Một dòng nước hiếm gặp được quan sát thấy ở vùng biển gần Tyulenovo ở phía đông bắc Bulgaria.

### Libya
Tập đoàn Dầu khí Quốc gia thông báo đóng cửa ba ngày bốn cảng dầu bao gồm Ras Lanuf , Zueitina , Brega và Sidra.
Tại Derna , ít nhất 6.000 người được xác nhận đã thiệt mạng sau khi hai con đập bị sập, gây ra thiệt hại thảm khốc trên toàn khu vực sau khi sông Wadi Derna tràn bờ,  mỗi bên 50 mét (160 ft).  Người dân nhớ lại đã nghe thấy những tiếng nổ lớn vào thời điểm đập vỡ.  Osama Hamada , Thủ tướng của Chính phủ Ổn định Quốc gia kiểm soát miền đông Libya, tuyên bố rằng các khu dân cư đã bị cuốn trôi. Video đăng lên mạng xã hội cho thấy ô tô bị ngập trong nước lũ.  Bốn cây cầu cũng bị sập, trong khi Bộ trưởng chính phủ Hisham Chkiouat nói rằng 25% người dân Derna đã "biến mất", với phần lớn thành phố bị kéo ra biển.  Bộ trưởng Y tế Hamada, Othman Abduljalil , cho biết chỉ riêng ở Derna đã có 6.000 người mất tích. Thị trưởng Derna, Abdulmenam Al-Ghaithi , nói với al-Arabiya rằng số người chết cuối cùng trong thành phố có thể dao động từ 18.000 đến 20.000. Chỉ có ba trong số mười quận của thành phố thoát khỏi lũ lụt, trong khi năm trong số bảy tuyến đường vào Derna không thể tiếp cận được.  Sự sụp đổ của những cây cầu dọc theo sông Wadi Derna đã chia cắt thành phố thành hai phần.
Quy mô của thảm họa được cho là do cuộc nội chiến ở Libya và những ảnh hưởng chính trị kéo theo. Những con đập bị sập được một công ty Nam Tư xây dựng vào những năm 1970,  và phó thị trưởng thành phố nói rằng chúng đã không được bảo trì từ năm 2002 và không được xây dựng để chịu được lượng nước lớn như vậy, đồng thời lưu ý rằng con đập đầu tiên bị vỡ chỉ là Cao 70 mét (230 feet).  Các bệnh viện trong thành phố không thể hoạt động trong khi nhà xác chật kín, khiến thi thể phải được đặt trên vỉa hè và tại quảng trường chính của thành phố. Khoảng 300 người chết được chôn cất vào ngày 11 tháng 9, hầu hết trong các ngôi mộ tập thể. Trước cơn bão, người dân bị ngăn không cho rời khỏi nhà sau khi chính quyền áp đặt lệnh giới nghiêm phòng ngừa vào ngày 10 tháng 9.
Tại Bayda , các bệnh viện đã được sơ tán do lũ lụt đáng kể do Daniel gây ra  và 23 người thiệt mạng và hàng chục người mất tích. Ngoài ra còn có bảy trường hợp tử vong được báo cáo ở Susa , bảy trường hợp khác ở các thị trấn Omar al-Mokhtar và Shahhat và một trường hợp khác ở Marj.  T
Theo các quan chức Libya, ít nhất 11300 người đã chết tính đến ngày 13 tháng 9, và khoảng 10.000 đến 100.000 người khác mất tích,  trong đó có bảy thành viên của Quân đội Quốc gia Libya.  Khoảng 7.000 người được cho là bị thương và 40.000 người phải di dời. Mười bệnh viện và 20 cơ sở y tế khác đã phải ngừng hoạt động do bão.  Khalifa Haftar , nhà cai trị quân sự trên thực tế của miền đông Libya, gọi thiệt hại là "rất lớn" và "khó mô tả hay đo lường".  Thảm họa được coi là tồi tệ nhất xảy ra với vùng Cyrenaica kể từ Trận động đất Marj năm 1963.
Liên đoàn bóng đá Libya xác nhận cái chết của 4 cầu thủ trong các giải đấu của mình, đó là Shaheen Al-Jamil, thành viên của câu lạc bộ Premier League Al Tahaddi có trụ sở tại Benghazi, Monder Sadaqa, từ câu lạc bộ Premier-League Darnes có trụ sở tại Derna, và anh em Saleh và Ayoub. Sasi, thành viên đội trẻ của Darnes. Cầu thủ thứ năm, Ibrahim Al-Qaziri của câu lạc bộ giải hạng Hai Nusour Martouba , cũng được BBC đưa tin là đã thiệt mạng. Sân vận động của Darnes cũng bị thiệt hại nặng nề do lũ lụt.
Ít nhất 400 người nước ngoài  thiệt mạng trong trận lụt, trong đó có ít nhất 145 công dân Ai Cập ,  75 người trong số họ đến từ làng Al-Sharif ở Beni Suef ,  23 người Palestine ,  và hàng chục người di cư từ Sudan .
Vào ngày 9 tháng 9, Tập đoàn Dầu khí Quốc gia thông báo đóng cửa ba ngày bốn cảng dầu bao gồm Ras Lanuf , Zueitina , Brega và Sidra .  Các cơ sở ở Ras Lanuf, Brega và Sidra mở cửa trở lại vào ngày 12 tháng 9, trong khi cảng Zueitina mở cửa trở lại vào ngày 13 tháng 9.
Sự gián đoạn xuất khẩu dầu từ Libya do cơn bão đã góp phần khiến giá dầu thô Brent tăng lên 92,38 USD/thùng vào ngày 12 tháng 9, mức giá cao nhất được ghi nhận kể từ tháng 11 năm 2022.

## Tuyên bố và hỗ trợ
Hội đồng Tổng thống Libya có trụ sở tại Tripoli đã tuyên bố các thành phố Derna, Shahhat và Bayda là vùng thảm họa,  trong khi Bộ Y tế có trụ sở tại Tripoli điều động một máy bay chở 14 tấn thiết bị y tế, thuốc, túi đựng thi thể và nhân sự đến Benghazi vào ngày 12 tháng 9.  Hạ viện có trụ sở tại Benghazi, nơi kiểm soát hầu hết các khu vực bị ảnh hưởng, đã tuyên bố ba ngày quốc tang, cũng như Chính phủ Thống nhất Quốc gia được quốc tế công nhận có trụ sở tại Tripoli do Thủ tướng Abdulhamid al-Dbeibah lãnh đạo. Dbeibah cam kết sẽ tiến hành một cuộc điều tra về thiệt hại lớn cũng như phân bổ 2,5 tỷ dinar Libya (515 triệu USD) để giúp xây dựng lại Derna và Benghazi.
Tunisia, Algeria, Đức, Qatar, Iran, Thổ Nhĩ Kỳ và Các Tiểu vương quốc Ả Rập Thống nhất cam kết hỗ trợ nhân đạo cho Libya,  trong khi Tổng thống Ai Cập Abdel Fattah el-Sisi nói rằng ông sẽ triển khai quân đội nước này phối hợp với lực lượng phía đông Libya để giúp đỡ trong các hoạt động cứu trợ.  Ông cũng tuyên bố ba ngày quốc tang cho các nạn nhân của lũ lụt cũng như những người trong trận động đất ở Maroc năm 2023 vào ngày 8 tháng 9.  Vào ngày 12 tháng 9, Ý đã kích hoạt các cơ quan bảo vệ dân sự của mình, với Bộ trưởng Ngoại giao Antonio Tajani.cho biết một nhóm đánh giá đang trên đường đến. Anne-Claire Legendre, người phát ngôn của Bộ Ngoại giao Pháp, tuyên bố nước này sẵn sàng đáp ứng các yêu cầu của chính phủ Libya. Người đứng đầu chính sách đối ngoại của EU Josep Borrell cho biết tổ chức này luôn sẵn sàng hỗ trợ, trong khi chủ tịch ủy ban Ursula von der Leyen bày tỏ lời chia buồn.